# Coleophora subtractella
Coleophora subtractella é uma espécie de mariposa do gênero Coleophora pertencente à família Coleophoridae.